# 바나나 피쉬
《바나나 피쉬》(BANANA FISH)는 요시다 아키미가 1985년부터 1994년까지 연재한 어드벤처물 소녀만화이다. 2007년 일본 미디어 예술 100선에서 26위를 했으며, 모험물과 소녀만화 양쪽 모두의 지평을 넓힌 걸작이라는 평가를 받고 있다.
2018년 7월부터 12월까지 애니화로 방영해 현재 큰 인기를 몰고있다.